# Бендковиці (Малопольське воєводство)
Бендковиці (пол. Będkowice) — село в Польщі, у гміні Велька Весь Краківського повіту Малопольського воєводства.
Населення — 539 осіб (2011).

## Демографія
Демографічна структура станом на 31 березня 2011 року:
|          | Загалом | Допрацездатний вік | Працездатний вік | Постпрацездатний вік |
| -------- | ------- | ------------------ | ---------------- | -------------------- |
| Чоловіки | 265     | 44                 | 185              | 36                   |
| Жінки    | 274     | 51                 | 167              | 56                   |
| Разом    | 539     | 95                 | 352              | 92                   |